# Linux Foundation
Linux Foundation – organizacja typu non-profit powołana poprzez fuzję dwóch organizacji linuksowych: Free Standards Group (FSG) i Open Source Development Labs (OSDL). Fundacja sprawuje kontrolę nad przydzielaniem zezwoleń na wykorzystywanie znaku towarowego Linuksa (którego właścicielem jest Linus Torvalds), sponsoruje najważniejszych deweloperów jądra, a także chroni użytkowników Linuksa przed naruszeniami patentów i innymi zagrożeniami prawnymi.